# Ábrahám Ganz

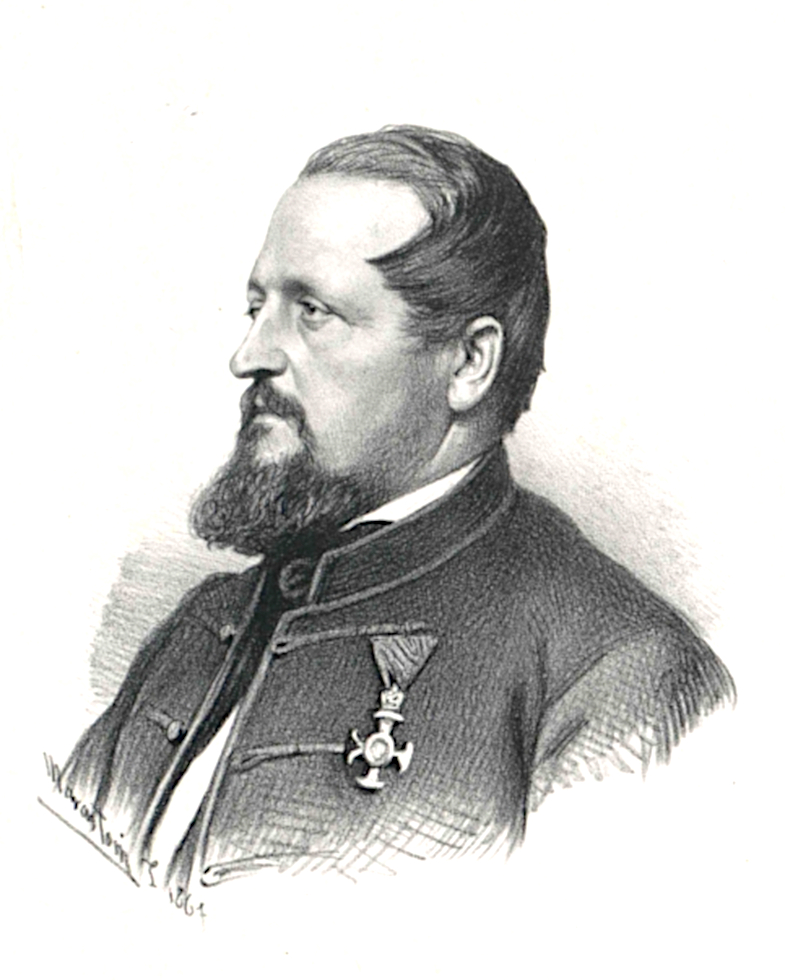
Rycina przedstawiająca Ábraháma Ganza

Ábrahám Ganz (ur. 6 listopada 1814 w Unter-Embrach, zm. 15 grudnia 1867 w Peszcie) – urodzony w Szwajcarii węgierski przedsiębiorca, inżynier mechanik i technik, założyciel holdingu Ganz, wytwarzającego żelazo.

## Biznes
W 1844, Ganz uruchomił hutę żelaza w Budzie, obecnie dzielnicy stolicy Węgier, Budapeszcie. Jego firma produkowała różne urządzenia techniczne, oparte na jego własnych patentach.

### Przedwczesna śmierć
W 1867 twórca firmy popełnił samobójstwo, mając zaledwie 53 lata. Powodem były rodzinne problemy. Po tym wydarzeniu kontynuacją prac Ganza w przedsiębiorstwie zajął się András Mechwart.

### Rozwój firmy

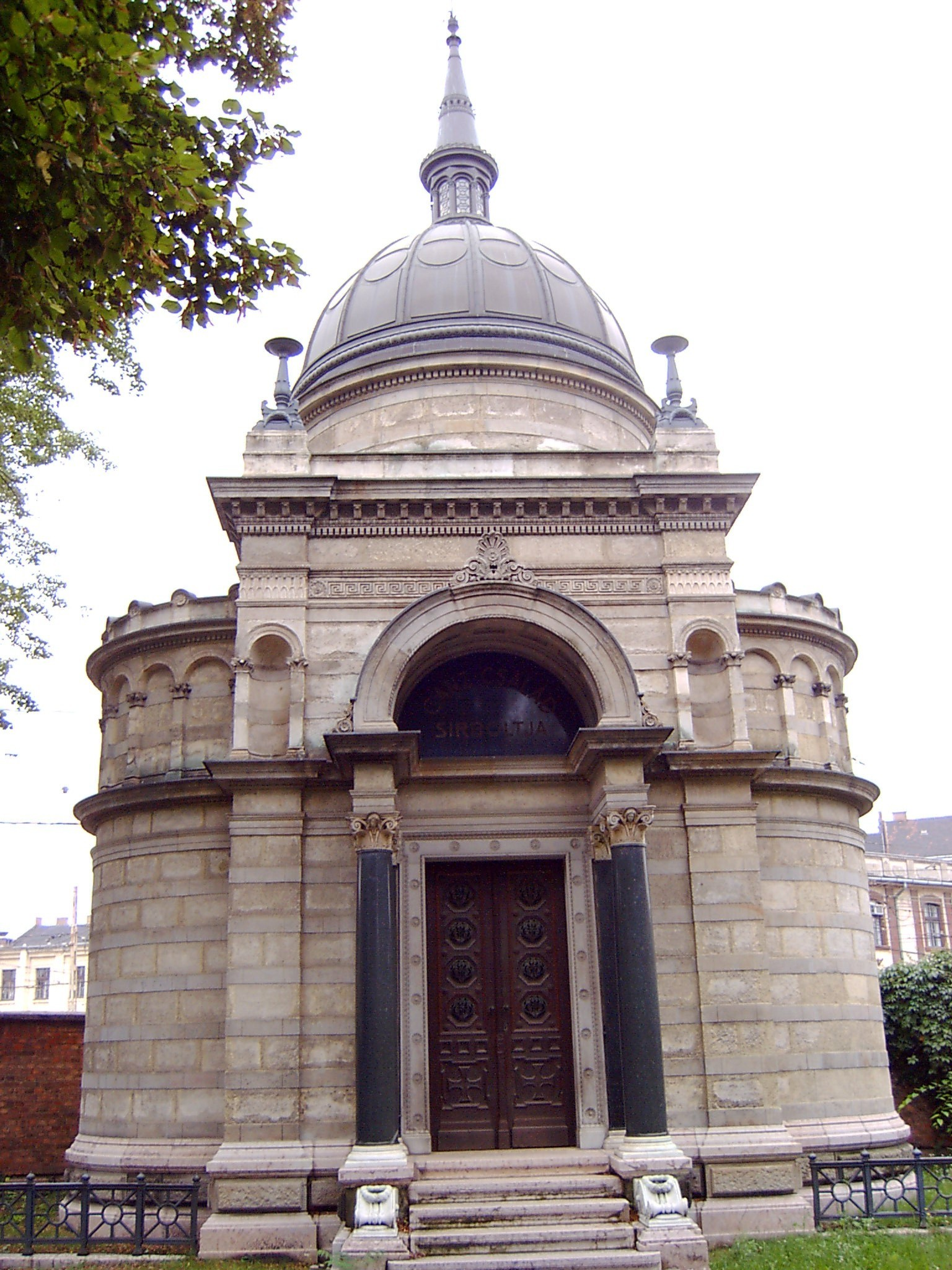
Grobowiec Ábraháma Ganza z 1872, zaprojektowany przez Miklósa Ybla

Mechwart na tyle skutecznie prowadził przedsiębiorstwo, że w niedługim czasie stało się ono jedną z czołowych firm na terenie Austro-Węgier.
Produkcja kontynuowana była w oryginalnym zakładzie produkcji żelaza aż do 1964. Wówczas fabryka została zamknięta, i przekształcona w muzeum. Muzeum Öntödei istnieje do dziś przy ulicy Józefa Bema.

### Nazwa firmy
Nazwisko założyciela firmy nadal jest częścią nazwy Ganz Holding, pomimo wielokrotnych zmian właścicieli oraz administracji. Nawet po nacjonalizacji zakładu, gdy na Węgrzech zapanował ustrój komunistyczny, z szyldu fabryki nie usunięto nazwiska Ábraháma Ganza.